# William Morgan (biskup)
William Morgan (ur. 1545, zm. 10 września 1604 w St Asaph) – walijski biskup anglikański, tłumacz i wydawca Biblii.

## Życiorys
William Morgan urodził się najprawdopodobniej w 1545 roku w Caernarvonshire. Jego rodzicami byli John ap Morgan ap Llywelyn i Lowri, córka Williama ap John ap Madog. W 1565 roku został studentem St John’s College na Uniwersytecie Cambridge. Był kolegą z roku Edmunda Prys, późniejszego wybitnego poety tworzącego w języku walijskim. W 1568 otrzymał bakalaureat a w 1571 magisterium. W 1578 uzyskał bakalaureat z teologii, a w 1583 doktorat z teologii. Wcześniej, w 1568 został ordynowany na pastora. Biskup był dwa razy żonaty, najpierw z Ellen Salesbury, potem z Catherine, córką George'a ap Richard ap John. Miał syna Evana, który też został duchownym. William Morgan zmarł w ubóstwie

## Dzieła
Dziełem życia Williama Morgana stała się edycja całej Biblii. Biskup zamierzał uzupełnić przekład Williama Salesbury'ego, który w 1567 roku opublikował walijski Nowy Testament wraz z oficjalnym anglikańskim modlitewnikiem (The Book of Common Prayer). Do pomocy duchowny zaprosił między innymi swojego dawnego kolegę z Cambridge, wspomnianego poetę Edmunda Prysa. Znaczenie edycji Morgana trudno przecenić. Przekład Williama Morgana pełni w Walii analogiczną rolę jak niemiecka Biblia Marcina Lutra, angielska (anglikańska) Biblia króla Jakuba (King James's Version), czeska ewangelicka Biblia kralicka lub polska katolicka Biblia Jakuba Wujka. Ukazanie się Biblii po walijsku zapobiegło dalszemu regresowi tego celtyckiego języka i umożliwiło jego przetrwanie przez dalsze cztery stulecia. Przekład Morgana został zaaprobowany przez biskupa Richarda Parry'ego, który w 1620 roku opublikował, przy pomocy Johna Davisa jego wydanie poprawione. Ta edycja stała się obowiązującą i była używana w liturgii i nauczaniu aż do XX wieku.

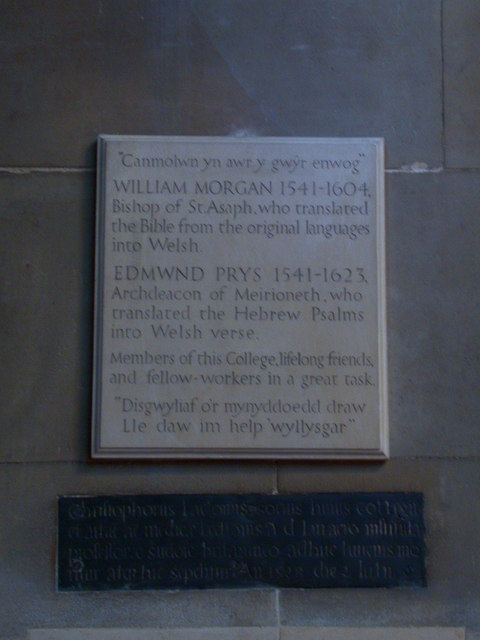
Tablica poświęcona Williamowi Morganowi w kaplicy St. John's College w Cambridge

William Morgan jest wysoko ceniony w Walii. Posąg biskupa znajduje się w jednej z wnęk pomnika walijskich tłumaczy w Saint Asaph. W Cambridge istnieje tablica poświęcona jemu i Edmundowi Prysowi.